# 운비트륨
운비트륨(Unbitrium)은 2013년에 발견된 원소로 원소 기호는 Ubt, 원자 번호는 123이다. 운비븀과 운비우늄과 함께 초악티늄족에 속할 것으로 예측되는 원소이다. 운비트륨은 이제까지 119번을 넘은 원소 중에서 가장 반감기가 길 것으로 예측된다.
플루토늄-244 에다 약 295MeV의 아연-70 이온을 포격하면 Ubt-314가 발생할 수 있다. 단면적은 약 100fb[10^-13 barns] 정도로 추정된다.

## 기타
미국의 SF 드라마 스타 트렉에서는 제임슘(Js)이란 이름으로 원자 번호가 123인 원소가 등장했다.